# グレッグ・ブラック
グレッグ・ブラック（Gregg Black、1988年8月26日 - ）は、フランスのモーターサイクル・ロードレースライダー。

## 経歴・人物
イングランド・ダービーで生まれる。4歳からフランスに移住。
2010年、RAC41チームからFIM世界耐久選手権に参戦。2011年から2012年まではマコ・レーシング、2013年にはFMAアシュアランスに在籍。
2014年-2015年にスズキ・ジュニアチーム・LMSからスーパーストッククラスに参戦し、2014年にクラスチャンピオンを獲得。
2016年、エイプリル・モトモータース・イベントからEWCクラスに復帰。2016年-2017年にはF.C.C. TSR ホンダへ移籍。
2017年-2018年、スズキ・エンデュランス・レーシングチーム(SERT)へ移籍し、2020年、2021年、2024年にシリーズチャンピオンを獲得。

## 戦績
2014年

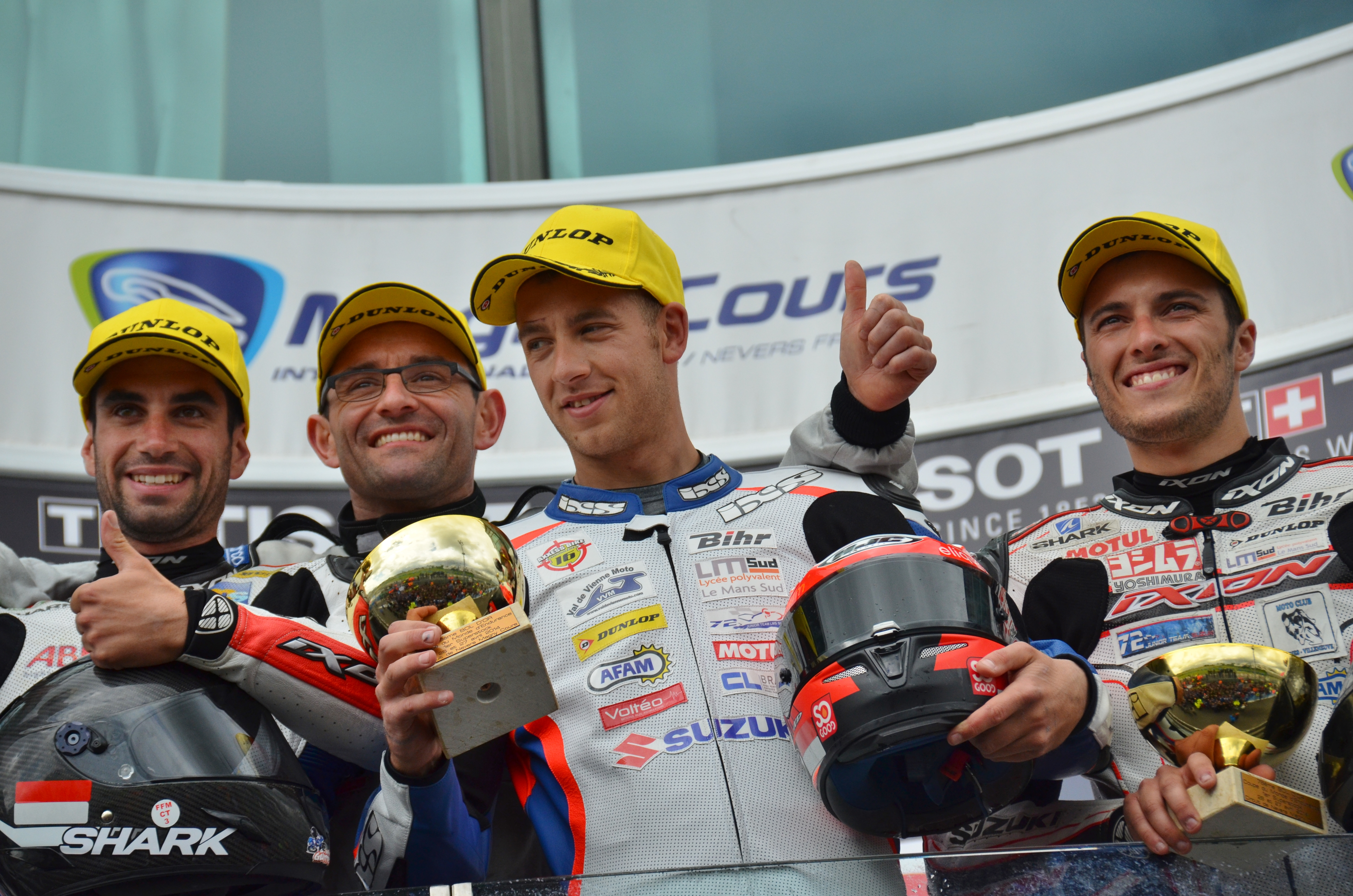
2014年ボルドール24時間耐久ロードレースでバティスト・ギテ、エティエンヌ・マッソンと共に表彰台に立つブラック

- FIM世界耐久選手権スーパーストッククラス シリーズチャンピオン（バティスト・ギテ・エティエンヌ・マッソン)
- ボルドール24時間耐久ロードレーススーパーストッククラス 優勝（総合3位）[8]

2015年
- FIM世界耐久選手権スーパーストッククラス ランキング2位
- ル・マン24時間耐久ロードレーススーパーストッククラス 優勝（総合4位）[9]
- オッシャースレーベン8時間耐久ロードレーススーパーストッククラス 優勝（総合4位）[10]

2016年
- FIM世界耐久選手権EWCクラス ランキング3位

2018-2019年
- FIM世界耐久選手権EWCクラス ランキング3位

2019-2020年
- FIM世界耐久選手権EWCクラス シリーズチャンピオン（エティエンヌ・マッソン・ヴァンサン・フィリップ（フランス語版）・ザビエル・シメオン）
- ボルドール24時間耐久ロードレース 優勝

2021年
- FIM世界耐久選手権EWCクラス シリーズチャンピオン（シルバン・ギュントーリ・ザビエル・シメオン)
- ル・マン24時間耐久ロードレース 優勝
- ボルドール24時間耐久ロードレース 優勝

2022年
- FIM世界耐久選手権EWCクラス ランキング2位
- ル・マン24時間耐久ロードレース 優勝

2023年
- FIM世界耐久選手権EWCクラス ランキング2位
- ボルドール24時間耐久ロードレース 優勝

2024年
- FIM世界耐久選手権EWCクラス シリーズチャンピオン（エティエンヌ・マッソン・ダン・リンフット（英語版）)
- ル・マン24時間耐久ロードレース 優勝
- ボルドール24時間耐久ロードレース 優勝